# Tobias Dier
Tobias Dier (Neurenberg, 29 september 1976) is een Duitse golfprofessional.

## Amateur
Tobias Dier wilde eigenlijk voetballer worden maar een gescheurde achillespees maakte een einde aan die droom. Op vakantie bij de Club Med in Portugal maakte hij op 13-jarige leeftijd kennis met de golfsport, en drie jaar later was hij een scratch-speler. Twee jaar lang was hij de beste amateur in Duitsland. In 1998 won hij het Duits amateurkampioenschap. Eind hetzelfde jaar wordt hij professional.

## Professional
Dier werd eind 1998 professional en speelde in 1999 op de EPD Tour. Daar won hij de Order of Merit, zodat hij naar de Europese Challenge Tour van 2010 promoveerde.
Eind 2001 won hij het North West of Ireland Open, waardoor hij zeker wist dat hij in 2002 op de Europese Tour zou kunnen spelen.
In Nederland deed hij van zich spreken door in 2002 een ronde van 60 te maken tijdens het TNT Dutch Open op de Hilversumsche Golf Club. Pas negen keer was het op de Tour voorgekomen dat een speler zo'n lage score binnen bracht. Hij won ten slotte, en had zijn spelerskaart voor 2003 binnen. Op de Order of Merit eindigde hij op de 59ste plaats, voorlopig is dat zijn record.
In 2003 werd hij nummer 155 op de Race To Dubai, en in 2004 en 2005 zakte hij verder af. In 2006 was hij terug op de Challenge Tour, waar hij in 2007 en 2008 ook speelde. In 2008 heeft hij niet eenmaal de cut gehaald. Voor het KLM Open op de Kennemer in 2008 had hij een (standaard) uitnodiging als voormalig winnaar.
Hij speelt geen grote toernooien meer.

### Gewonnen
Europese Tour
- 2001: North West of Ireland Open (-17)
- 2002: TNT Dutch Open

Challenge Tour
- 2001: North West of Ireland Open (-17)

## Trivia
Dier is ambassadeur van UNESCO.